# Thomas Honickel (Filmemacher)
Thomas Honickel (* 7. Juni 1954 in Lahr, Schwarzwald) ist ein deutscher Regisseur, Journalist und Filmemacher.

## Leben
Thomas Honickel studierte von 1974 bis 1981 in Freiburg und München Neue Deutsche Literatur und Theaterwissenschaften. 1981 schrieb er bei Klaus Kanzog eine Magisterarbeit über Peter Handkes Linkshändige Frau: „Die Genese eines Filmstoffes.“
Von 1981 bis 1985 absolvierte Honickel ein Zweitstudium an der Münchner Hochschule für Fernsehen und Film (HFF) in der Abteilung Dokumentarfilm. Seine beiden Übungsfilme („Mabuse im Gedächtnis“ und „Cannes de 7 à 9“) waren bei den Filmfestspielen Berlin sowie den Grenzlandfilmtagen in Selb zu sehen und wurden im Bayerischen Fernsehen (BR) ausgestrahlt. In seinem Abschlussfilm „Der Schlüssel zu Jules und Jim“ erzählte Honickel als Erster den authentischen Background von Francois Truffauts Filmklassiker: die ménage à trois des deutschen Schriftstellers Franz Hessel und seiner Frau Helen Grund mit dem französischen Autor Henri-Pierre Roché. Die Prüfungskommission bewertete die einstündige Dokumentation als „eine ausgezeichnete Leistung“. 1998 und 2002 erhielt Honickel von der Abt. Dokumentarfilm der HFF einen Lehrauftrag.
Nach seinem Studium drehte Honickel rund dreißig Dokumentarfilme für ARD und ARTE: insbesondere für die von Ebbo Demant betreuten Reihen „Menschen und Straßen“ und „Ziele“ des Südwestfunks. 1989 untersuchte Honickel in dem Film „Dolce Vita“, wie die Römischen Paparazzi Federico Fellini zu seinem gleichnamigen Filmklassiker inspirierten. Der Film war 2008 auch in der Ausstellung „Pigozzi und die Paparazzi“ in der Berliner Helmut Newton Foundation zu sehen. Zehn Jahre nach R.W. Fassbinders Tod interviewte Honickel 1992 für die Dokumentation „Rollenspiele“ Fassbinders prominenteste Schauspielerinnen wie Hanna Schygulla. Margit Carstensen und Irm Hermann. Dieser Film wurde bis heute in England, Frankreich und USA für die DVD-Auswertung lizenziert und war 2015 beim Moscow Film Festival zu sehen. Nach Elias Canettis Tod 1994 durfte Honickel für den Film „Besuche in der Klosbachstraße“ in Canettis Arbeitsraum filmen. Zu dessen 100. Geburtstag 2005 entwickelte Honickel eine lange Dokumentation für ARTE, die auch in mehreren Literaturhäusern zu sehen war. 2003 wurde Honickel vom Biberacher Braith-Mali-Museum mit einem Video über den Maler Jakob Bräckle beauftragt, das permanent im Museum zu sehen ist. 2007 drehte Honickel als One-Man-Team zwei Dokumentationen über den Schriftsteller W.G. Sebald, die vom Deutschen Literaturfonds e.V. gefördert waren und ihre Uraufführung im Stuttgarter Literaturhaus fanden („Der Ausgewanderte“, „Sebald.Orte.“). Honickel wurde 2014 mit diesen Filmen zum internationalen Kolloquium „Littérature et éthique documentaire“ nach Cérisy eingeladen. Im Juli 2021 erschien CURRICULUM VITAE. Die W.G.Sebald-Interviews. 2008 dreht Honickel für ARTE „Anselm Kiefers Bücher“, im selben Jahr erhält Kiefer den Friedenspreis des Deutschen Buchhandels. 2010 liefert Honickel für die Ausstellung „Herta Müller. Der kalte Schmuck des Lebens“, die in den Literaturhäusern in München und Berlin läuft, ein Video über die Aktionsgruppe Banat. 2012 präsentierten Honickel und Reiner Holzemer beim „Schwarzweiß“- Thementag von ARTE die Dokumentation „Alles kommt aus dem Schwarz und verliert sich im Weiß.“
Parallel zu seinem Studium arbeitete Honickel als Filmjournalist und lieferte dem Film+Ton Magazin, epd Film sowie dem TIP-Magazin an die zweihundert Beiträge: Interviews mit Regisseuren, Kameraleuten und Schauspielern, Festivalberichte und Filmkritiken. Honickel war mehrfach im Jahrbuch Film des Hanser Verlages vertreten und war an der Reihe „Die 100 Filme“ des STERN TV-Magazin beteiligt. Er hat für die Süddeutsche Zeitung, die Frankfurter Allgemeine Zeitung sowie die Neue Zürcher Zeitung geschrieben. Seit 2000 arbeitete Honickel als Korrespondent für das Hamburger Magazin Photonews (Photonews.de). In verschiedenen Buchpublikationen war Honickel mit Essays über die Fotografen Ed van der Elsken, Robert Frank und Lothar-Günther Buchheim sowie die Fotografie der DDR und die LEICA-Fotografie der 1950er Jahre vertreten. Seit 2014 arbeitet Honickel an einer Biografie von Baladine Klossowska, der Mutter des Malers Balthus und letzten Geliebten von Rainer Maria Rilke.
Im Oktober 2020 wurde Honickel als Mitglied in die Deutsche Gesellschaft für Photographie (DGPh) berufen.
Thomas Honickel lebt in München.

## Filmografie
- 1984 Cannes de 7 à 9 (BR)
- 1986 Der Schlüssel zu 'Jules und Jim' (BR)
- 1987 Boulevard der Träume (SWF, Menschen und Straßen)
- 1988 Passagen. Walter Benjamin in Paris (SWF, Menschen und Straßen)
- 1988 Chartier. Der General und seine Armee (ARD/BR)
- 1989 Fluchtpunkt Zürich (ARD/SWF, Ziele)
- 1989 Dolce Vita (ARD/SWF, Der Dokumentarfilm)
- 1990 Gezeichnete Welten. Comics aus Frankreich (WDR/BR)
- 1991 Hauptmarkt Krakau (SWF, Menschen und Straßen)
- 1992 Rue Georges Simenon (SWF, Menschen und Straßen)
- 1992 Campo de’ Fiori (SWF, Menschen und Straßen)
- 1992 Rollenspiele: Frauen über R.W. Fassbinder (SWF)
- 1993 Der Fall Céline (SWF)
- 1994 Shaftesbury Avenue. Straße der Theater (SWF, Menschen und Straßen)
- 1995 Gärten der Lüste. André Heller und Gabriele d’Annunzio in Gardone (WDR, Entdeckungen)
- 1995 Elias Canetti in Zürich. Besuche in der Klosbachstraße (SWF)
- 1998 „Grüß Gott, liebe Gäste!“ Der Schelling-Salon (BR)
- 1999 Die Elmau. Eine Familien- und Schloßgeschichte (BR/NDR)
- 2002 Mein Prag. Josef Sudek – der Poet mit der Kamera (BR)
- 2004 Elias Canetti. Der Ohrenzeuge (ARTE/SWR)
- 2007 W.G. Sebald. Der Ausgewanderte (BR)
- 2007 Sebald.Orte.
- 2009 Anselm Kiefers Bücher (ARTE/SWR)